# Liolaemus lopezi
Espèce
Statut de conservation UICN

 LC  : Préoccupation mineure
Liolaemus lopezi est une espèce de sauriens de la famille des Liolaemidae.

## Répartition
Cette espèce est endémique du Chili.

## Publication originale
- Ibarra-Vidal, 2005 : Nueva especie de lagartija del altiplano de Chile, Liolaemus Lopezi Sp.N. (Reptilia, Tropiduridae, Liolaeminae). Boletín de la Sociedad de Biología de Concepción, vol. 76-77, p. 7-14.